# Tipulodina tabuanensis
Tipulodina tabuanensis är en tvåvingeart som beskrevs av Alexander 1930. Tipulodina tabuanensis ingår i släktet Tipulodina och familjen storharkrankar. Inga underarter finns listade i Catalogue of Life.